# Rafael Iglesias
Rafael Iglesias (n. 25 mai 1924, Avellaneda⁠(d), Buenos Aires, Argentina – d. 1 ianuarie 1999, San Juan, Argentina, Argentina) a fost un boxer ce a reprezentat Argentina, medaliat olimpic. A participat la o ediție a Jocurilor Olimpice (1948) în care a câștigat o medalie de aur.

## Participări
Lista de mai jos prezintă principalele competiții la care a participat Rafael Iglesias de-a lungul carierei.
- boxing at the 1948 Summer Olympics – heavyweight[*]